# 숀 베이커
숀 베이커(Sean Baker, 1971년 2월 26일 ~ )는 미국의 영화 감독, 촬영 감독, 영화 제작자, 영화 각본가, 영화 편집자이다. 영화 《아노라》를 통해 2024년 칸 영화제에서  황금종려상을 수상했으며, 이어 제97회(2025년) 아카데미상 시상식에서 작품·감독·각본·편집상을 수상했다.

## 작품 목록

### 영화
- 포 레터 워즈 (2000)
- 테이크 아웃 (2004, 공동 연출)
- 프린스 오브 브로드웨이 (2008)
- 스타렛 (2012)
- 탠저린 (2015)
- 플로리다 프로젝트 (2017)
- 레드 로켓 (2021)
- 아노라 (2024)